# دالة لوجستية

Standard logistic sigmoid function

المنحنى المنطقي أو الدالة اللوجستية أو المنحنى اللوجستي نوع شائع من المنحنى السيني.
سماها الدالة اللوجستية في أحد عامي 1844 أو 1845 بيير فرانسوا فيرهلست الذي درس علاقة هذا المنحنى بنمو السكان.
تعرف الدالة اللوجستية كما يلي:
{\displaystyle P(z)={\frac {e^{z}}{e^{z}+1}}\!={\frac {1}{1+e^{-z}}}\!}
تستخدم الدالة اللوجستية في مجالات عدة منها الأحياء والاقتصاد وعلم الاجتماع والإحصاء.

## المعادلة التفاضلية اللوجستية
{\displaystyle {\frac {d}{dt}}P(t)=P(t)(1-P(t))}

## في اللسانيات:تغير لغوي
تستخدم الدالة اللوجستية لتمثيل التغير الحاصل في اللغة  مع استحداث تغيير ما، في البداية ينتشر هذا التغيير بسرعة لكن مع الوقت يقل الانتشار بالتزامن مع تبنيه على نطاق واسع.

## في الاقتصاد: انتشار المبتكرات
تستخدم الدالة اللوجستية لتمثيل تطور انتشار المبتكرات خلال دورة حياتها. تاريخياً عند استحداث ابتكار ما يتبعه بحوث لتطوير هذا الابتكار وتقليل تكاليفه، يقود لمرحلة من النمو الصناعي السريع لهذا الابتكار، لكن في مرحلة ما، زخم بحوث التطوير وتقليل التكاليف تقل وتصاب بالأرهاق. وتصبح الأسواق مشبعة مع منتجات واسعة الانتشار وقلة الزبائن الجدد. والأمثلة لهذه الابتكارات مثل شركات سكك الحديد، والمصباح الكهربائي، وسيارت فورد,والنقل الجوي، والكمبيوتر.